# Planetary Fourier Spectrometer
Il Planetary Fourier Spectrometer (PFS) è uno spettrometro a infrarossi costruito dall'Istituto Nazionale di Astrofisica, dall'Istituto di Fisica dello spazio Interplanetario e dal Consiglio Nazionale delle Ricerche. Lo strumento è attualmente utilizzato dall'Agenzia Spaziale Europea nelle missioni Mars Express e Venus Express. Esso è costituito da quattro unità che complessivamente pesano circa 31,4 kg, compreso un dispositivo di puntamento, un alimentatore, una unità di controllo e un interferometro con elettronica. L'obiettivo principale è quello di studiare la composizione chimica dell'atmosfera planetaria attraverso la radiazione infrarossa che viene riflessa ed emessa dal pianeta.
Nel marzo del 2004 il professore Vittorio Formisano, il ricercatore responsabile del Mars Express Planetary Fourier Spectrometer, ha annunciato la scoperta di metano nell'atmosfera di Marte. Tuttavia, il metano non può persistere nell'atmosfera per più di qualche centinaio di anni, suggerendo che stia continuando ad esistere ricaricandosi da alcuni vulcani non identificati o processi geologici o qualche estremofila forma di vita simile a quelle esistenti sulla Terra che metabolizza biossido di carbonio e idrogeno e produce metano. Nel luglio del 2004 hanno cominciato a circolare voci che Formisano avrebbe annunciato la scoperta di ammoniaca in una prossima conferenza. In seguito è venuto alla luce che nulla era stato trovato, alcuni hanno fatto notare che il PFS non era abbastanza preciso per distinguere l'ammoniaca dall'anidride carbonica.